# Peter Englund
Peter Englund (født 4. april 1957 i Boden) er en svensk historiker og forfatter af en række populærhistoriske bøger. Englund tog doktorgrad i 1600-tallets mentalitetshistorie. Hovedvægten af hans forfatterskab omhandler Sveriges militære stormagtstid 1620–1720.
Englund efterfulgte 2002 Erik Lönnroth som medlem i Svenska Akademien. Han efterfulgte Horace Engdahl som akademiets faste sekretær juni 2009.